# 511
Cette page concerne l'année 511  du calendrier julien. Pour l'année 511 av. J.-C., voir 511 av. J.-C. Pour le nombre 511, voir 511 (nombre).
L'année 511 est une année commune qui commence un samedi.

## Événements
- 10 juillet : concile des Gaules à Orléans réuni par Clovis afin de régler le sort de l’Aquitaine nouvellement conquise. Le roi impose lui-même aux participants les mesures à prendre[1].

- 7 août : l'empereur d'Orient Anastase fait déposer le patriarche de Constantinople, Makedonios[2]. Il s’attire l’hostilité du peuple de la capitale, chalcédonien, qui saccage la demeure du préfet du prétoire Marinos d’Apamée (512).

- 27 novembre[1] : à la mort de Clovis, son royaume est partagé entre ses quatre fils  : Thierry à Reims, Clodomir à Orléans, Childebert à Paris (fin en 558) et Clotaire à Soissons[3].

- Le jeune Amalaric devient roi des Wisigoths sous la tutelle de son grand-père Théodoric le Grand. Il épousera Clotilde, fille de Clovis[4].
- Un moine prénommé Eugippio fait référence à l’existence d’une communauté sur le mont Titano, rapportant dans plusieurs documents datés de 511 qu’un autre moine vivant sur cette hauteur désigne déjà l’endroit du nom de « Saint-Marin ». Ces documents constituent les premières preuves historiques de l'existence de la république[5].

## Naissances en 511
Pas de naissance connue.

## Décès en 511
- 27 novembre : Clovis Ier, roi des Francs[1].